# Grand Lièvre
Albums de Jean-Louis Murat
Le Cours ordinaire des choses
(2009) Toboggan
(2013)
Grand Lièvre est un album musical de Jean Louis Murat, sorti en septembre 2011 chez V2/Universal.

## Liste des titres de l'album
| No  | Titre                        | Durée      |
| --- | ---------------------------- | ---------- |
| 1.  | Qu'est-ce que ça veut dire   | 6 min 48 s |
| 2.  | Sans pitié pour le cheval    | 3 min 39 s |
| 3.  | Rémi est mort ainsi          | 4 min 46 s |
| 4.  | Alexandrie                   | 6 min 34 s |
| 5.  | Haut Arverne                 | 5 min 46 s |
| 6.  | Je voudrais me perdre de vue | 5 min 19 s |
| 7.  | Vendre les prés              | 3 min 40 s |
| 8.  | Le champion espagnol         | 4 min 26 s |
| 9.  | Les rouges souliers          | 3 min 53 s |
| 10. | La lettre de la pampa        | 3 min 57 s |

## CD bonus
Un CD bonus accompagne le CD original en édition limitée.
Live à la Coopé, enregistré live le 7 avril 2010 à la Coopérative de Mai.
| No | Titre                        | Durée      |
| -- | ---------------------------- | ---------- |
| 1. | 16H00 qu'est-ce que tu fais  | 7 min 33 s |
| 2. | Chanter est ma façon d'errer | 5 min 46 s |
| 3. | Le train bleu                | 5 min 38 s |
| 4. | Mousse noire                 | 5 min 54 s |
| 5. | Pauline à cheval             | 4 min 21 s |
| 6. | Taormina                     | 7 min 37 s |
| 7. | Yes Sir                      | 5 min 24 s |
| 8. | L'examen de minuit           | 7 min 07 s |